# Samuel W. Hale

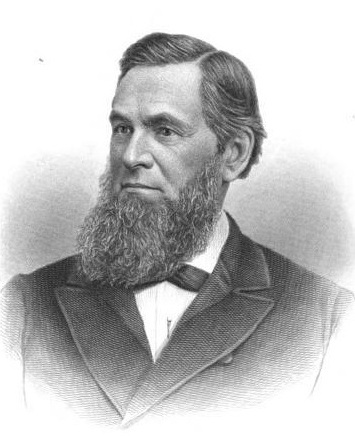
Samuel W. Hale

Samuel Whitney Hale (* 2. April 1823 in Fitchburg, Massachusetts; † 6. Oktober 1891 in Keene, New Hampshire) war ein US-amerikanischer Politiker und von 1883 bis 1885 Gouverneur des Bundesstaates New Hampshire.

## Frühe Jahre und politischer Aufstieg
Samuel Hale besuchte die örtlichen Schulen seiner Heimat. Danach begann er eine erfolgreiche Karriere sowohl als Handwerker als auch als Bankier. Er war außerdem maßgeblich am Bau einer Eisenbahn von Manchester nach Keene beteiligt. In Keene leitete er zwei Banken und er war am Aufbau einer Kirchengemeinde und einer Kirche beteiligt.
Ursprünglich war Hale Mitglied der Free Soil Party. Als diese sich dann auflöste, trat er der neugegründeten Republikanischen Partei bei. Zwischen 1866 und 1867 war er Abgeordneter im Repräsentantenhaus von New Hampshire und von 1869 bis 1870 war er Mitglied des Beraterstabes des Gouverneurs von New Hampshire. Im Jahr 1880 war er Delegierter auf der Republican National Convention in Chicago, auf der James A. Garfield als Präsidentschaftskandidat nominiert wurde.

## Gouverneur von New Hampshire
Im Jahr 1882 bewarb sich Hale um die Nominierung seiner Partei für die nächsten Gouverneurswahlen. Dabei setzte er sich in einer Kampfabstimmung gegen Moody Currier durch, der zwei Jahre später sein Amtsnachfolger werden sollte. Nach seinem Wahlerfolg bei den eigentlichen Wahlen konnte Hale seine zweijährige Amtszeit am 7. Juni 1883 antreten. In seiner Amtszeit ernannte die Legislative Austin Franklin Pike zum US-Senator. Ein anderes Gesetz in Hales Amtszeit regelte die Wahl in den Eisenbahnausschuss des Staates.

## Weiterer Lebenslauf
Nach dem Ende seiner Gouverneurszeit zog sich Hale aus der Politik zurück. Er widmete sich weiterhin seinen geschäftlichen Interessen. Er starb im Oktober 1891 in Keene und wurde dort auch beigesetzt. Mit seiner Frau Emilia M. Hay hatte er zwei Kinder.